# Luc Lombardy
Luc Lombardy (Aix-en-Provence, 11 de maio de 1996) é um jogador profissional de basquete francês.
Foi o primeiro francês à atuar na liga profissional de basquete brasileira no Novo Basquete Brasil (NBB) na posição posterior. Ele atualmente  joga pela equipe de Brest Metropole Basket na Liga Francesa de Basquete (NM2). Medindo 1.95 metros e pesando 96kg, ele tem a capacidade de jogar na posição de ala 2 e 3, considerado um dos melhores jogadores de 3 pontos.

## Equipe
- 2009-2010: Centro de treinamento Elan Chalon
- 2010-2014: Centro de treinamento ASVEL
- 2014-2015: CS Decines
- 2015-2016: Thetford Academy
- 2016-2018: Northwest College
- 2018-2019: CB Conejero
- 2019: Universo Brasília
- 2020-2021: Longueau
- 2021-2022: Le Cannet
- 2022-2023: Furdenheim
- 2023-2023: Brest Métropole Basket
- 2024-2025: Furdenheim